# Soings-en-Sologne
Soings-en-Sologne är en kommun i departementet Loir-et-Cher i regionen Centre-Val de Loire i de centrala delarna av Frankrike. Kommunen ligger i kantonen Selles-sur-Cher som tillhör arrondissementet Romorantin-Lanthenay. År 2022 hade Soings-en-Sologne 1 570 invånare.

## Befolkningsutveckling
Antalet invånare i kommunen Soings-en-Sologne
| Referens: INSEE |